# Scarabeo 3
Lo Scarabeo 3 è una piattaforma petrolifera di perforazione, di proprietà della società di servizi per il mondo petrolifero, Saipem.

## Storia
Probabilmente è una delle più vecchie, se non la più vecchia piattaforma petrolifera di perforazione ancora operante. Infatti è stata costruita nel 1975 nei cantieri navali di Amburgo, dalla Blohm und Voss, per conto della Saipem. Dallo stesso cantiere e nello stesso anno, è uscita la piattaforma Scarabeo 4, la quale è la gemella dello Scarabeo 3 ed è anch'essa di proprietà della Saipem.
Tuttavia quest'ultima è sempre stata lasciata un po' indietro rispetto allo Scarabeo 3, in quanto ha subito negli anni meno aggiornamenti ed è un po' meno ospitale. Per questa serie di motivi ha dato meno soddisfazioni alla società di San Donato Milanese, ma ancora oggi è uno dei mezzi più produttivi del settore.
Nonostante l'età, lo Scarabeo 3 ancora oggi è in grado di operare e di ottenere risultati eccellenti nell'esecuzione dei lavori.
Questo perché ha subito diversi aggiornamenti, e perché è stata progettata per perforare nel Mare del nord, dove le condizioni del mare sono particolarmente gravose, e il moto ondoso risulta essere particolarmente violento.
Una prova è il fatto ad esempio, che alcune carrucole sono state sostituite solo nel 2001, dopo 26 anni di servizio.

## Caratteristiche generali
È un mezzo semisommergibile, dunque capace di operare in quelli che erano classificati come fondali profondi all'epoca della sua progettazione. Tuttavia sotto questo aspetto risulta essere superato, in quanto arriva a circa 300-500 metri di profondità d'acqua, ma ha perforato anche a 800 metri. Gli standard attuali sulla profondità di perforazione parlano di circa 3000 metri (alti fondali).
Ha una conformazione particolare, infatti il ponte è di forma triangolare e poggia su 3 colonne, che a loro volta sono montate su uno scafo ciascuna. Nonostante questo disegno particolare e di vecchia concezione, molto avveniristico negli anni '60-'70, risulta essere molto stabile, anche perché la torre di perforazione è sita al centro del mezzo.
Questo permette di concentrare in un sol punto la maggior parte dei carichi, e migliorare la stabilità del natante. È particolarmente alta. Questo perché essendo stata concepita per il mare del nord, avrebbe dovuto resistere ad onde di una certa altezza. Tuttavia in tal modo, il baricentro risulta essere molto elevato, e ciò può creare problemi di stabilità in caso di forte vento, anche perché offre una vasta superficie alle correnti.
Va detto che comunque può sopportare venti che soffiano a 180 km/h.
Per mantenerla sulla verticale del pozzo da perforare si fa uso di ancore, in tutto ne ha nove, tre per ogni vertice del triangolo. Nonostante sia munita di eliche (tre, una per scafo), non è in grado di operare in posizionamento dinamico. Attualmente non sono più adoperate, anche perché la cosa era molto costosa. Il loro compito era cercare di rendere meno faticosi i trasferimenti del natante.
Con le eliche in funzione e trainata dai rimorchiatori, riusciva ad arrivare a 3 nodi di velocità massima.
È classificata come mezzo semisommergibile di seconda generazione, ma visti gli aggiornamenti subiti, può essere considerata di terza generazione.

## La piattaforma record di incassi
Per quanto sia vecchia, la Saipem la affitta a prezzi abbastanza elevati, complice anche il felice momento del settore.
Essendo molto vecchia, la società ha ampiamente recuperato le spese sostenute per comprarla, perciò la maggior parte dei ricavi è utile. Per questo la Saipem tiene particolarmente a questo mezzo, anche perché è quello che più di tutti ha guadagnato nella storia della società italiana.

## Scheda tecnica
- Costruzione: 1975 nei cantieri navali di Amburgo dalla Blohm und Voss
- Contractor: Saipem Spa-Eni Group
- Lunghezza totale: 109,3 metri
- Larghezza totale: 100,3 metri
- Altezza dalla linea di galleggiamento al ponte principale (main deck): 44,5 metri
- Altezza totale (inclusa la torre di perforazione o Derrick): 114 metri
- Tipologia: trimarano
- Massima profondità d'acqua operativa: 450 metri
- Massimo carico sulla batteria di perforazione: 2700 tonnellate
- Massima profondità di perforazione: 7600 metri
- Propulsione: 3 motori Schottel SL/1500 LS, ognuno guidato da un motore General Electric 530 V, a 720 giri al minuto da 2000 Hp in corrente continua
- Sistemi di ormeggio: 9 verricelli elettrici Brissoneau & Lotz Marine, ognuno di capacità di 2000 metri con cavi 3 pollici, tensione di lavoro di 150 tonnellate, tensione massima di lavoro 330 tonnellate, nove linee di ormeggio ognuna da 2000 metri e cavi da 3 pollici, 9 ancore da 2000 metri munite di boe di segnalazione.
- Gru: 1 National OS 435, 1 Mariner Unit 500, 1 Marathon PC M 120 AC
- Argano: National DE-1625, azionato da tre motori elettrici Siemens in corrente continua da 800/1000 Hp
- Pompe fango: 3 pompe National 12-P-160 triplex, ognuna azionata da 2 motori elettrici Siemens in corrente continua da 1000 Hp
- Tavola rotary: National C-495, azionata da un motore elettrico Siemens in corrente continua da 800/1000 Hp
- Top drive: Maritime DDM 500 da 454 tonnellate, azionato da un motore elettrico da 1000 Hp
- Derrick: Lee C.More da 40 piedi X 46 piedi X 160 piedi, con carico statico al gancio di 1000000 di libbre
- BOP Stack: 1 Vetco Gray H4 da 18 pollici e 3/4, e 10000 psi, 2 Cooper Cameron tipo U da 18 pollici e 3/4, e 10000 psi, 1 anulare Shaffer da 18 pollici e 3/4 e 5000 psi, 1 flex joint  Oilstate
- Sistema di generazione corrente elettrica: 8 motori diesel Caterpillar D 399 TA, 8 alternatori Siemens da 450 Volt e 60 Hertz. Sistema trifase.
- Alloggi equipaggio: locali condizionati per 90 persone
- Helideck: posizionato sulla zona alloggi, può ospitare al massimo un elicottero Sikorsky S-61.